# Niella Tanaro
Niella Tanaro é uma comuna italiana da região do Piemonte, província de Cuneo, com cerca de 1.027 habitantes. Estende-se por uma área de 15 km², tendo uma densidade populacional de 68 hab/km². Faz fronteira com Briaglia, Castellino Tanaro, Cigliè, Lesegno, Mondovì, Rocca Cigliè, San Michele Mondovì, Vicoforte.

## Demografia
| Variação demográfica do município entre 1861 e 2011                               |
|                                                                                   |
| Fonte: Istituto Nazionale di Statistica (ISTAT) - Elaboração gráfica da Wikipedia |